# Bédeille (Ariège)
Bédeille è un comune francese di 86 abitanti situato nel dipartimento dell'Ariège nella regione dell'Occitania.

## Società

### Evoluzione demografica
Abitanti censiti